# Bullimus luzonicus
Bullimus luzonicus är en däggdjursart som först beskrevs av Thomas 1895.  Bullimus luzonicus ingår i släktet Bullimus och familjen råttdjur. Inga underarter finns listade.
Med en kroppslängd (huvud och bål) av 234 till 267 mm, en svanslängd av 190 till 233 mm och en vikt av 350 till 520 g är arten en stor gnagare. Den har 49 till 56 mm långa bakfötter och 28 till 36 mm stora öron. Pälsen på ovansidan har en mörkbrun färg och undersidans päls är silvergrå. Den smala och nakna svansen är främst mörk och har en vit spets. Honor har 6 eller 8 spenar som är ordnade i par.
Denna gnagare förekommer på Luzon och på andra öar i norra Filippinerna. I bergstrakter når arten 2400 meter över havet. Habitatet utgörs av olika slags skogar, buskskograr och jordbruksmark.
Exemplaren skapar stigar i gräset genom att trampa ner växterna eller bita av gräsblad. Födan utgörs främst av växtdelar men troligtvis äts även smådjur. Bullimus luzonicus kan vara dag- och nattaktiv. Honor föder oftast två ungar per kull och allmänt upp till tre.
Troligtvis kan arten uthärda anlagda bränder. Den har ganska bra anpassningsförmåga. IUCN kategoriserar arten globalt som livskraftig.